# 지하마촌
지하마촌(千浜村)은 시즈오카현 오가사군에 속해있던 촌이다. 현재의 가케가와시에 해당한다.

## 역사
- 1889년 4월 1일 - 정촌제 시행에 의해 기토군 지하마촌이 성립하였다.
- 1896년 4월 1일 - 군 개편에 의해 오가사군에 속하게 되었다.
- 1956년 8월 1일 - 오사카촌과 합병해, 오하마정이 성립하여, 동일 지하마촌은 폐지되었다.

## 교통

### 철도
- 시즈오카 철도
  - 슨엔선

## 참고문헌
- 『市町村名変遷辞典』東京堂出版、1990年。